# Амьен-1 (Уэст)

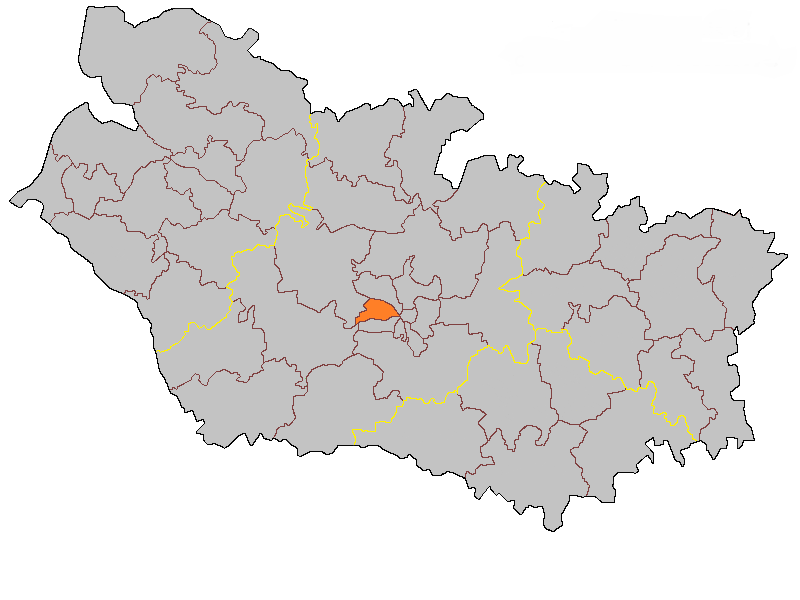
Кантон Амьен-1 (Уэст) на карте департамента Сомма

Амьен-1 (Уэст) (фр. Amiens 1er (Ouest)) — упраздненный кантон во Франции, регион Пикардия, департамент Сомма. Входил в состав округа Амьен.
В состав кантона входили коммуны (население по данным Национального института статистики за 2009 г.):
- Амьен (18 596 чел.) (частично)
- Дрёй-ле-Амьен (1 268 чел.)
- Савёз (722 чел.)

## Политика
На президентских выборах 2012 г. жители кантона отдали в 1-м туре Франсуа Олланду 32,5 % голосов против 23,4 % у Николя Саркози и 17,2 % у Марин Ле Пен, во 2-м туре в кантоне победил Олланд, получивший 58,5 % голосов (2007 г. 1 тур: Сеголен Руаяль — 29,4 %, Саркози — 27,8 %; 2 тур: Руаяль — 54,4 %). На выборах в Национальное собрание в 2012 г. по 2-му избирательному округу департамента Сомма они поддержали кандидата Партии зеленых Барбару Помпили, набравшую 34,4 % голосов в 1-м туре и 52,6 % - во 2-м туре. На региональных выборах 2010 года в 1-м туре победил список «правых», собравший 25,5 % голосов против 24,1 % у списка социалистов. Во 2-м туре «левый список» с участием социалистов и «зелёных» во главе с Президентом регионального совета Пикардии Клодом Жеверком получил 52,5 % голосов, «правый» список во главе с мэром Бове Каролин Кайё занял второе место с 32,8 %, а Национальный фронт с 14,7 % финишировал третьим.
|  | Кандидат     | Партия                  | % голосов |
|  | ------------ | ----------------------- | --------- |
|  | Клод Шедрон  | Коммунистическая партия | 58,94     |
|  | Жан-Клод Оже | Новый центр             | 41,06     |